# Löweni Adelhaid angol királyné
Löweni Adeliza (Leuven, 1103 – Affligemi apátság, 1151. április 23.) angol királyné, I. Henrik angol király második felesége.

## Élete
Apja I. Gottfried leuveni gróf, Alsó-Lotaringia és Brabant hercege, anyja Namuri Ida. 1121. február 2-án nőül ment az özvegy I. Henrik angol királyhoz, miután annak Matilda nevű felesége váratlanul meghalt. A trónörökös, Vilmos Adelin herceg fiatalon vízbe fúlt egy hajókatasztrófa során 1120. november 25-én. Bár Henriknek volt egy törvényes lánya is, Matilda, az idősödő uralkodó tisztában volt vele, hogy országa nemessége sosem fogadna el egy asszonyt a trónon, így abban reménykedett, ha újranősül, és új felesége fiút szül, akkor dinasztiája nem hal ki férfiágon. Az esküvőkor Adeliza 17–18 éves lehetett, Henrik már 53.
Adelhaid gyakran utazott Henrikkel, valószínűleg azért, hogy gyermeket foganjon. 1124-ben kétszer is elzarándokolt a roueni katedrálisban őrzött Szent Romanusz-ereklyéhez. Nem vett részt aktívan az ország irányításában, csupán egy okiratot adott ki, és a király számos rendeletéből csak tizenhármat látott el aláírásával. Pártfogolta a művészeteket és a francia költészetet. 
I. Henrik 1135. december elsején hirtelen elhunyt, koronájának örököse pedig unokája, Plantagenet Henrik gróf lett, aki Matilda hercegnő legidősebb fia volt, ám még mielőtt a fiú elfoglalhatta volna jogos trónját, anyja unokatestvére, Blois-i István ragadta magához a koronát, mivel ő is, akárcsak Matilda, Hódító Vilmos unokája volt.
Férje halála után a wiltoni bencés apátságba húzódott vissza. Henrik síremlékének felavatásán jelen volt a Readingi apátságban, 1136-ban. Körülbelül ebben az időben alapított egy leprakórházat Wiltshire-ben. 1138-ban férjhez ment Henrik egyik tanácsosához, William d’Aubignyhez. Hét gyermekük született: Vilmos, Reynor, Henrik, Alíz, Olívia (fiatalon hunyt el), Agáta (fiatalon hunyt el) és Gottfried.
1150-ben az Affligemi apátságba vonult vissza, itt halt meg 1151. április 23-án. 